# Scelotes kasneri
Scelotes kasneri är en ödleart som beskrevs av  Vivian William Maynard Fitzsimons 1939. Scelotes kasneri ingår i släktet Scelotes och familjen skinkar. IUCN kategoriserar arten globalt som sårbar. Inga underarter finns listade i Catalogue of Life.